# J-SH08
J-SH08（ジェイエスエイチ ゼロハチ）はシャープが開発し、J-フォン（現・ソフトバンク）が販売していたPDC通信方式の携帯電話端末である。

## 概要
J-SH07の後継機種で、液晶とカメラが強化されている。
メイン液晶は65,536(=216)色から最大1670万色相当表示へと強化されており、カメラに関しては画素数が11万画素から31万画素へと強化された。画素数が強化されたことにより、撮影サイズは従来の120×128に加え120×160が追加され、ズーム機能は従来の最大2倍ズームから最大4倍ズームへと強化された。
また、背面には最大256(=28色表示のカラーサブディスプレイを搭載しており、自分撮りの際のファインダー代わりとして利用できる。